# Villa del Sannazaro
Villa del Sannazaro era una villa di Napoli, locata nel quartiere di Posillipo.
Federico d'Aragona, nel 1499, insieme a cinquecento ducati annui, permise al celebre umanista Jacopo Sannazaro di accaparrarsi un lotto di terra che si estendeva da Posillipo a Mergellina. Su questa terra esisteva già un impianto di villa appartenuto, dapprima, ad un esponente della famiglia d'Angiò, mentre, successivamente, ai monaci di San Severino.
Il Sannazzaro fece ampliare il complesso e vi fece costruire, accanto alla torre, una cappella dedicata alla Vergine Maria ed un'altra, a San Nazario, custode del suo casato. Molto probabilmente, proprio in questa villa scrisse le Ecloghe Piscatorie.
Dopo il patto di Granada, lasciò il Regno per seguire le sorti del suo re e amico Federico. Successivamente, con la morte di quest'ultimo, tornò a Napoli e nel 1528, per scopi cautelativi, gli Spagnoli decisero di abbattere la sua dimora.
Un anno prima della sua morte, avvenuta a Roma nel 1530, fece dono, ai Padri Servi di Maria, di una parte della sua terra, in particolare della quasi terminata chiesa di Santa Maria del Parto a Mergellina: nome da lui voluto in riferimento al suo scritto Partus Virginis. Nella chiesa è custodito il suo sepolcro.